# Ravil Kashapov
Ravil Kashapov (15 novembre 1956) è un ex maratoneta e ultramaratoneta sovietico.

## Biografia
Nel 1987 si è piazzato in ottava posizione nella maratona dei Mondiali, con un tempo di 2h14'41"; l'anno seguente con un tempo di 2h13'49" ha invece concluso in decima posizione la maratona dei Giochi Olimpici di Seul.

## Palmarès
| Anno | Manifestazione    | Sede      | Evento         | Risultato | Prestazione | Note |
| ---- | ----------------- | --------- | -------------- | --------- | ----------- | ---- |
| 1987 | Mondiali          | Roma      | Maratona       | 8º        | 2h14'41"    |      |
| 1988 | Giochi Olimpici   | Seul      | Maratona       | 10º       | 2h13'49"    |      |
| 1989 | Mondiali di cross | Stavanger | Corsa seniores | 74º       | 42'30"      |      |
| 1990 | Europei           | Spalato   | Maratona       | 20º       | 2h28'49"    |      |
| 1994 | Europei di cross  | Alnwick   | Corsa seniores | 39º       | 29'08"      |      |
| 1994 | Europei di cross  | Alnwick   | A squadre      | 7º        | 146 p.      |      |

## Campionati nazionali
1986
- 4º ai campionati sovietici, 10000 m piani - 28'39"50

1987
- Oro ai campionati sovietici di maratona - 2h12'43"
- Argento ai campionati sovietici, 10000 m piani - 28'41"94

1988
- 7º ai campionati sovietici, 5000 m piani - 13'46"13

## Altre competizioni internazionali[1]
1986
- 4º ai I Goodwill Games ( Mosca), maratona - 2h17'10"

1987
- 9º alla Maratona di Fukuoka ( Fukuoka) - 2h13'12"

1988
- Oro in Coppa Europa di maratona ( Huy) - 2h11'30"
- Oro a squadre in Coppa Europa di maratona ( Huy)
- Bronzo alla Maratona di Fukuoka ( Fukuoka) - 2h11'19"
- 15º al Memorial Van Damme ( Bruxelles), 10000 m piani - 28'29"40

1989
- 4º in Coppa del mondo di maratona ( Milano) - 2h11'07"
- 6º in Coppa Europa ( Gateshead), 10000 m piani - 29'32"47
- Argento alla Maratona di Chicago ( Chicago) - 2h13'19"
- Argento alla Maratona di Fukuoka ( Fukuoka) - 2h12'54"
- 9º al Golden Gala ( Pescara), 5000 m piani - 13'37"26

1990
- 4º alla Maratona di Fukuoka ( Fukuoka) - 2h14'27"

1996
- 8º alla Maratona di Istanbul ( Istanbul) - 2h25'25"

1998
- Bronzo ai Campionati del mondo di 100 km ( Kochi) - 6h36'33"

2001
- 7º ai campionati europei di 100 km ( Winschoten) - 7h03'27"

2002
- 12º ai Campionati del mondo di 100 km ( Torhout) - 6h57'20"
- 9º ai campionati europei di 100 km ( Winschoten) - 6h57'41"

2003
- 20º ai Campionati del mondo di 100 km ( Taipei) - 8h08'32"

2004
- 52º ai campionati europei di 100 km ( Winschoten)